# Bengt Morberg
Bengt Morberg (Västerås, Västmanland, 1 de juny de 1897 – Västerås, 26 de setembre de 1968) va ser un gimnasta artístic suec que va competir a començaments del segle xx.
El 1920 va prendre part en els Jocs Olímpics d'Anvers, on va guanyar la medalla d'or en el concurs per equips, sistema suec del programa de gimnàstica.